# Mistrz Pasji Darmstadzkiej
Mistrz Pasji Darmstadzkiej – anonimowy niemiecki malarz czynny w latach 1435–1450/60 w regionie środkoworeńskim.
Swój przydomek otrzymał od dwóch paneli ołtarzowych będących częścią ołtarza wykonanego prawdopodobnie dla kościoła w Hesji a znajdujących się w Hessisches Landesmuseum w Darmstadt. Zachowane skrzydła przedstawiają sceny pasyjne: na wewnętrznych ukazany jest Chrystus niosący krzyż i Ukrzyżowanie; na zewnętrznych fragmenty scen Zwiastowania i Pokłon pasterzy.
Na styl Mistrza Pasji Darmstadzkiej miały wpływ prace Jana van Eycka i Petrusa Christusa. Erwin Panofsky nazwał go „najbardziej utalentowanym kolorystą i iluminatorem spoza Holandii”. Wykształcił własny styl, który charakteryzował się bogatą barwą kolorów i ożywionym tłumem jako tło dla przedstawianych scen. Dla podkreślenia kolorów wykorzystywał światło; stosował światłocień i kolorowe efekty świetlne. Pierwszym jego dziełem był Ołtarz w Baindt (obecnie jego fragmenty znajdują się w kilku galeriach), gdzie można zauważyć wpływy szkoły malarskiej z Ulm. Prawdopodobnie był nauczycielem Mistrza wizji Jana.

## Przypisywane prace

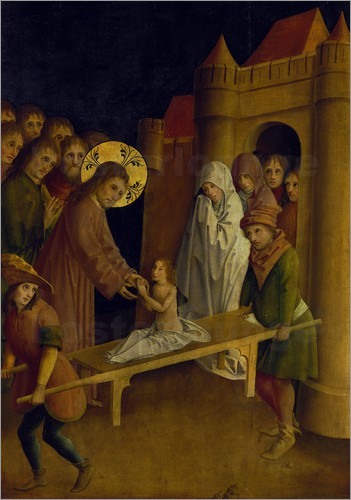
Wskrzeszenie młodzieńca z Nain
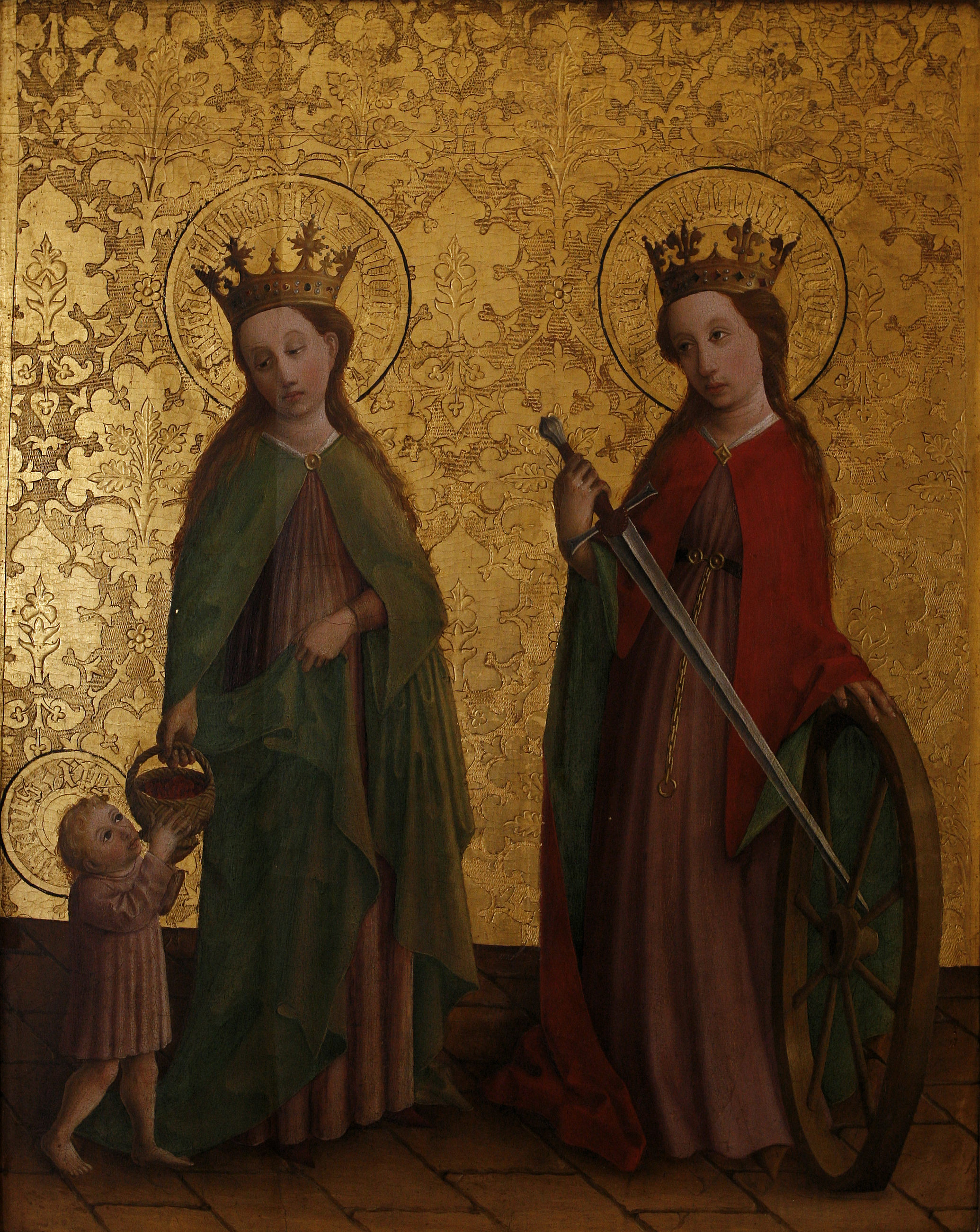
Święta Dorota i Katarzyna
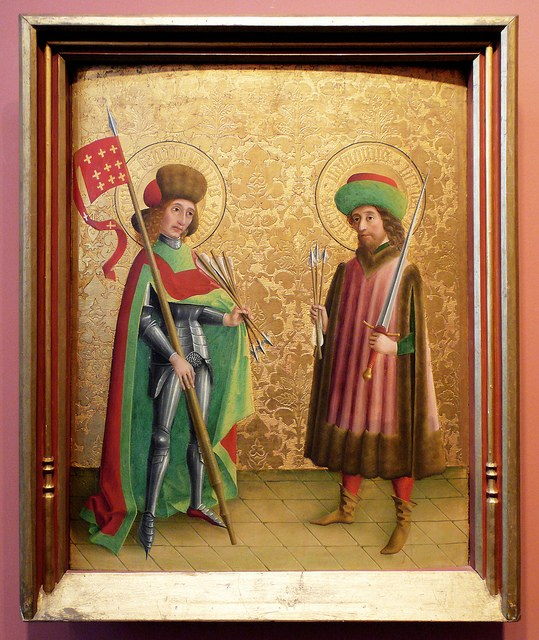
Święci Sebastian i Fabian

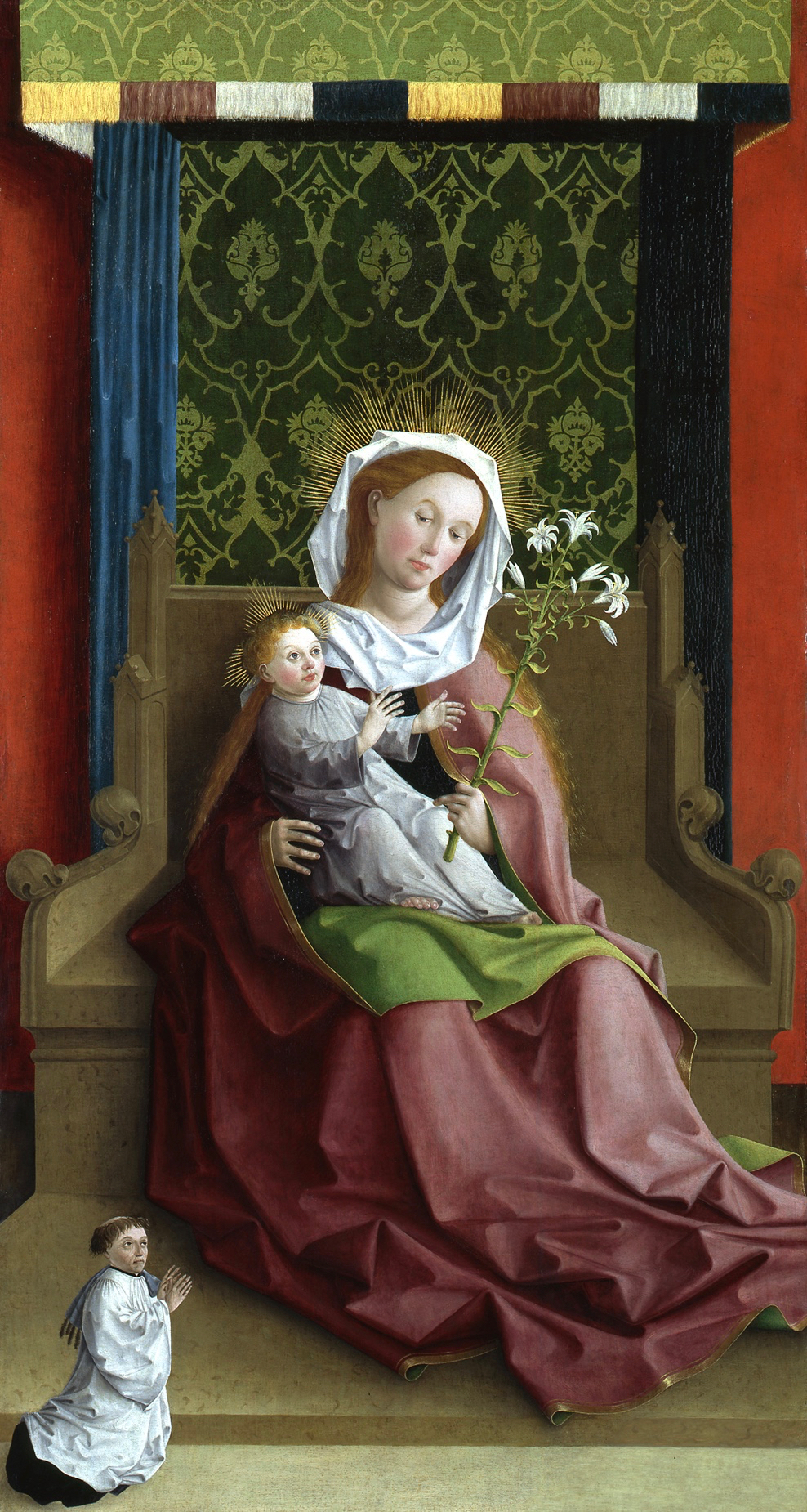
Madonna z dzieciątkiem na tronie
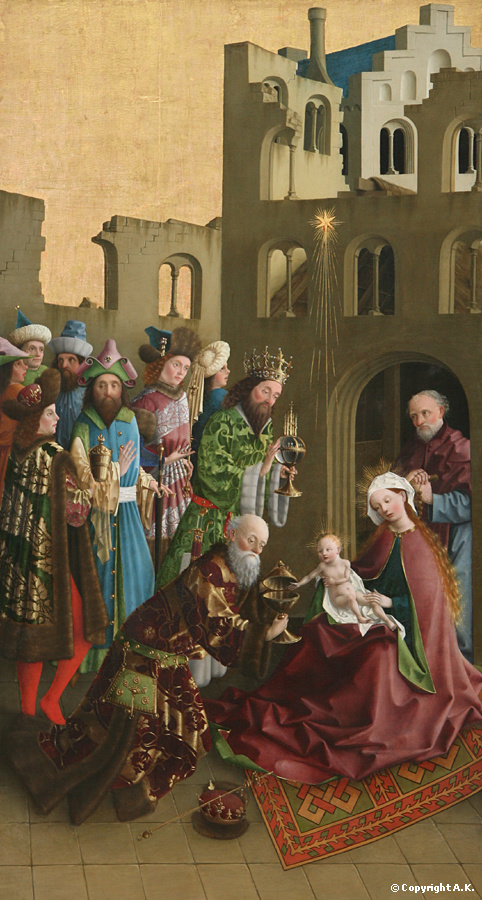
Pokłon Trzech Króli
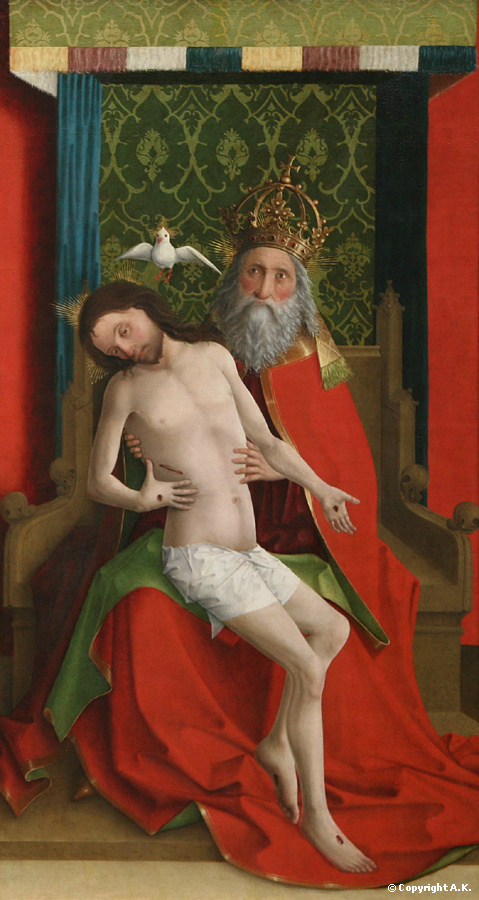
Trójca Święta
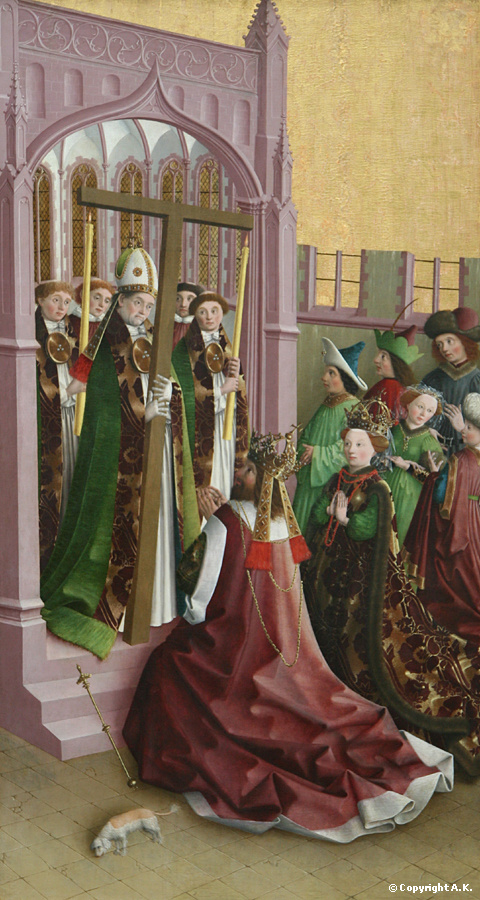
Adoracja Krzyża